# James Paul Gee
James Paul Gee é um linguista estadunidense conhecido por seu trabalho em educação e análise do discurso. É autor de Social Linguistics and Literacies, obra considerada seminal nos estudos de letramento. É o Professor Presidencial "Mary Lou Fulton" de Estudos de Letramento na Universidade do Estado do Arizona e membro da Academia Nacional de Educação.